# Guitar Town
Guitar Town är Steve Earles debutalbum från 1986.

## Låtlista
Samtliga låtar skrivna av Steve Earle, om annat inte anges. 	
1. "Guitar Town" - 2:33
2. "Goodbye's All We've Got Left" - 3:16
3. "Hillbilly Highway" (Steve Earle/Jimbeau Hinson) - 3:36
4. "Good Ol' Boy (Gettin' Tough)" (Richard Bennett/Steve Earle) - 3:58
5. "My Old Friend the Blues" - 3:07
6. "Someday" - 3:46
7. "Think It Over" (Richard Bennett/Steve Earle) - 2:13
8. "Fearless Heart" - 4:04
9. "Little Rock 'n' Roller" - 4:49
10. "Down the Road" (Tony Brown/Steve Earle/Jimbeau Hinson) - 2:37

## Musiker
- Steve Earle – gitarr, sång
- Bucky Baxter – pedal steel guitar
- Richard Bennett – bas, gitarr
- Paul Franklin – pedal steel guitar
- Emory Gordy – bas
- John Jarvis – synthesizer, piano
- Ken Moore – orgel, synthesizer
- Steve Nathan – synthesizer
- Harry Stinson – trummor, sång